# Luis Fernando Rojas
Luis Fernando Rojas Chaparro

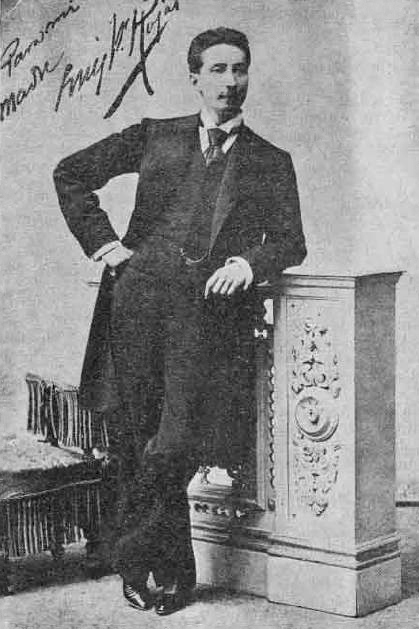
Luis Fernando Rojas

(Casablanca, Chile, 1857-Santiago, Chile, 6 de julio de 1942) fue un ilustrador, litógrafo y caricaturista chileno.

## Biografía
Nació en Casablanca al interior de un hogar humilde e inició sus estudios primarios en una escuela de la zona. Junto a su madre emigró a Santiago e ingresó al Instituto Nacional, donde tuvo clases de dibujo con los profesores Julio Bianchi y Ernesto Kirchbach. Después de tres años, y por sus excepcionales condiciones, ingresó a la Academia de Pintura a los cursos de Cosme San Martín, en julio de 1874. Sin embargo, una controversia con el maestro Juan Mochi lo llevó a abandonar la escuela y a desarrollar su oficio al margen de las instituciones tradicionales.
Empezó a ganarse la vida realizando retratos por encargo, pero pronto se dio cuenta de que necesitaba adquirir nuevas herramientas para aspirar a encargos más importantes. Acudió entonces al impresor Alberto Saling, quien lo instruyó en la técnica litográfica. Allí se inició su carrera artística en 1875.
Comenzó realizando ilustraciones para El Correo de la Exposición y, a partir de entonces, desarrolló una extensa labor como ilustrador en la prensa chilena. Dibujó para diarios como La Época y El Nuevo Ferrocarril, y colaboró con Juan Rafael Allende en los periódicos satíricos El General Pililo, El Padre Padilla, El Padre Cobos y El Fígaro. Sus trabajos aparecieron también en las revistas El Taller Ilustrado, La lira chilena, La lira ilustrada, El Peneca y La revista cómica. En las revistas Sucesos y Zig-Zag firmó sus dibujos con el seudónimo "Marius".
Otra importante arista de su producción fue la ilustración de episodios históricos, costumbristas, combates navales y batallas. El éxito logrado por sus retratos de héroes patrios, motivó a diversos historiadores a buscar su colaboración para las ediciones de sus trabajos. Ilustró el Álbum de la gloria de Chile de Benjamín Vicuña Mackenna, algunas obras de Diego Barros Arana y algunos estudios de José Toribio Medina, como el Diccionario Biográfico Colonial de Chile.
Su masiva y extensa obra como ilustrador, litógrafo y caricaturista, marcó una etapa de esplendor de las artes gráficas en Chile. Su talento fue capaz de combinar las virtudes del dibujo, la descripción anecdótica y el trasfondo histórico. Sin embargo, no se conocen más que pasajes fragmentarios de su biografía y parte importante de sus trabajos quedaron en el anonimato. Ya en 1911, Enrique Blanchard-Chessi trató de resaltar a este artista chileno y le reclamó un lugar en la memoria de sus compatriotas a través de un artículo donde reseña su trayectoria. Sin embargo, Rojas murió en 1942 sin recibir el reconocimiento merecido por su trabajo, hasta que en 1994 la Biblioteca Nacional, le rindió un homenaje con una exposición sobre la obra de Luis Fernando Rojas dando a conocer su destacada obra.

## Galería
Galería con algunos trabajos realizados por Rojas:

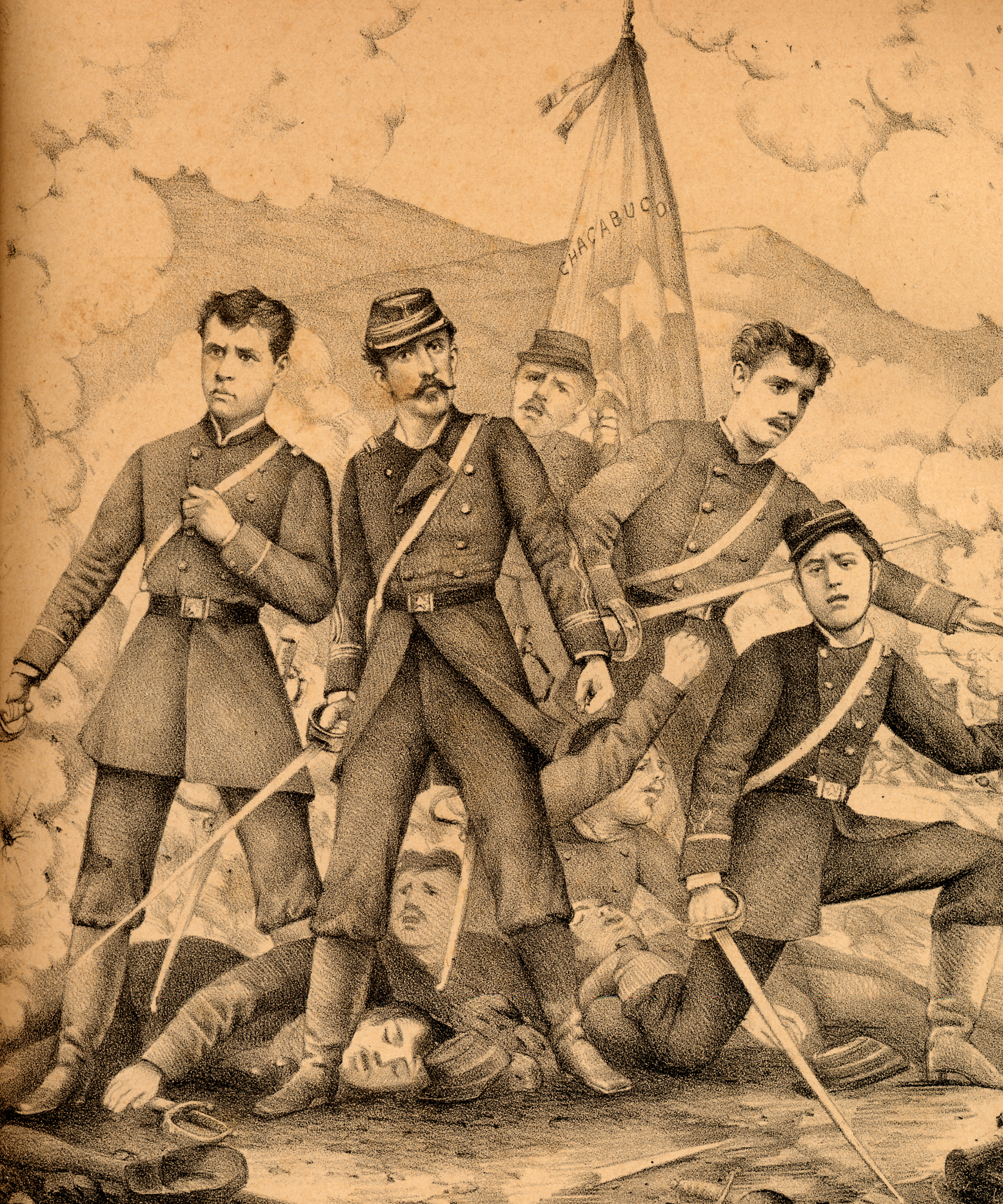
Combate de la Concepción
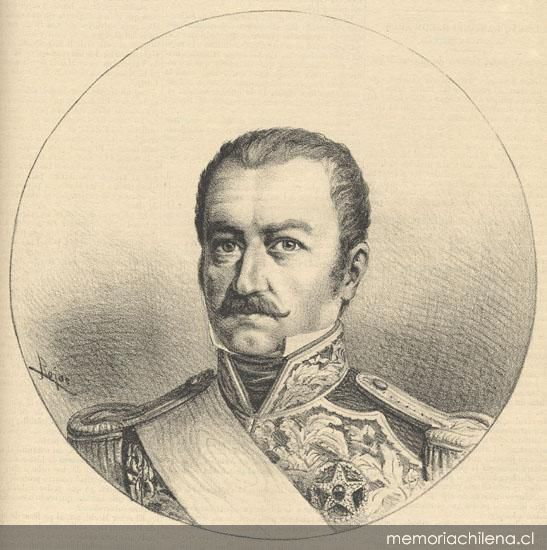
Ramón Freire
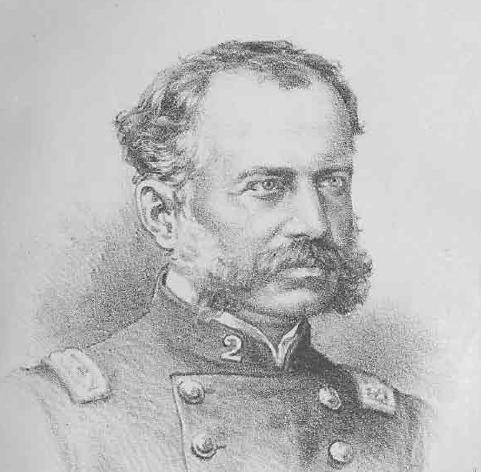
Eleuterio Ramírez
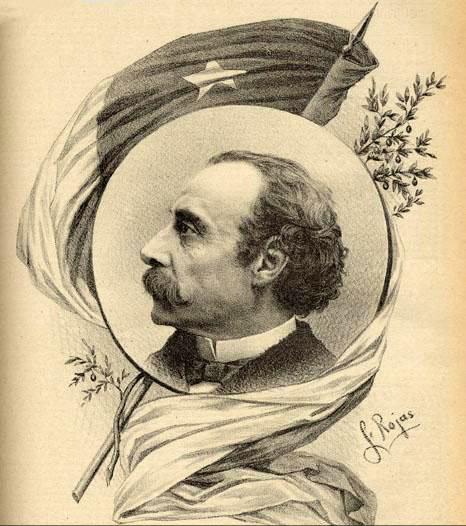
José Manuel Balmaceda
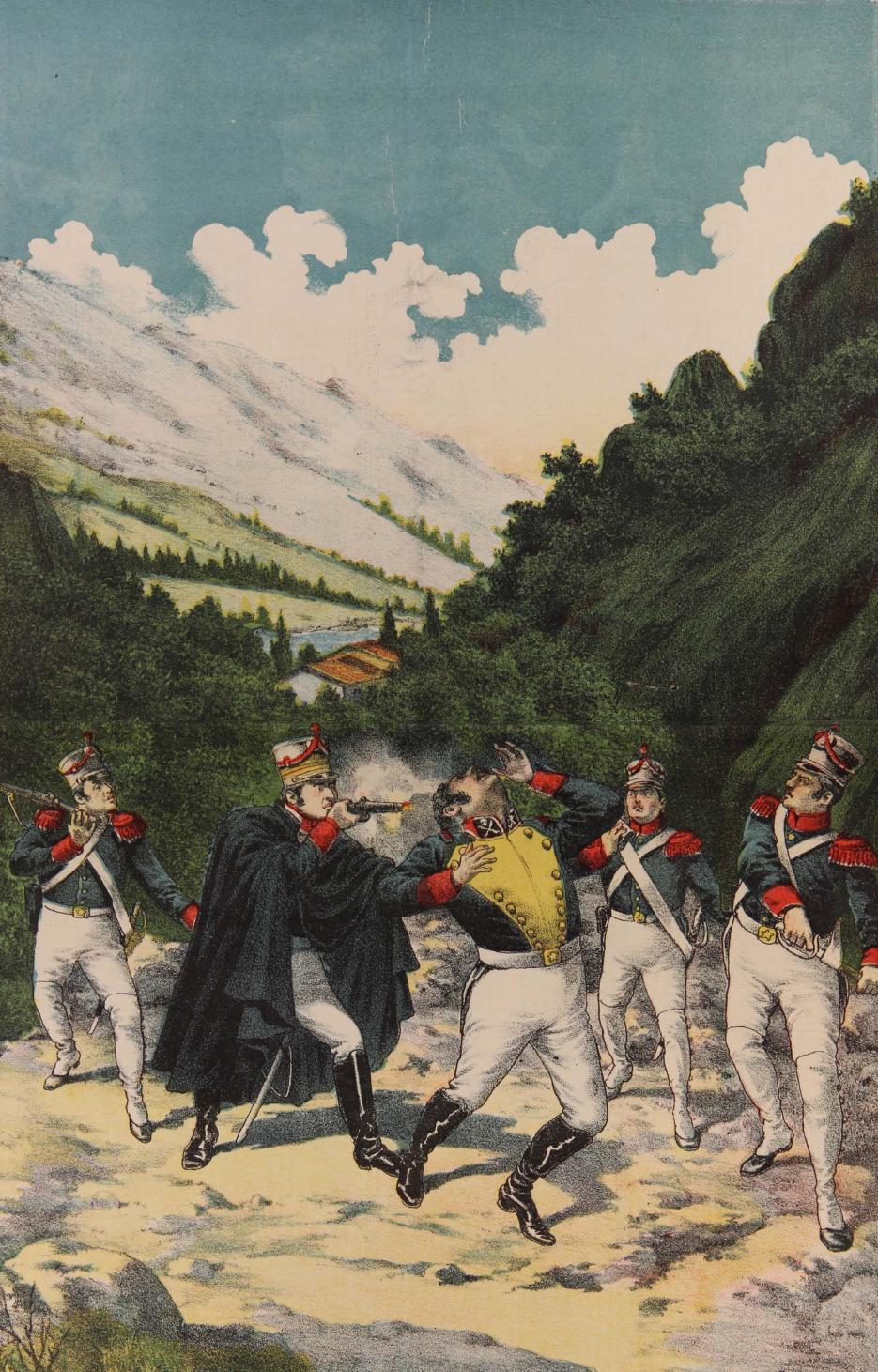
Asesinato de Manuel Rodríguez
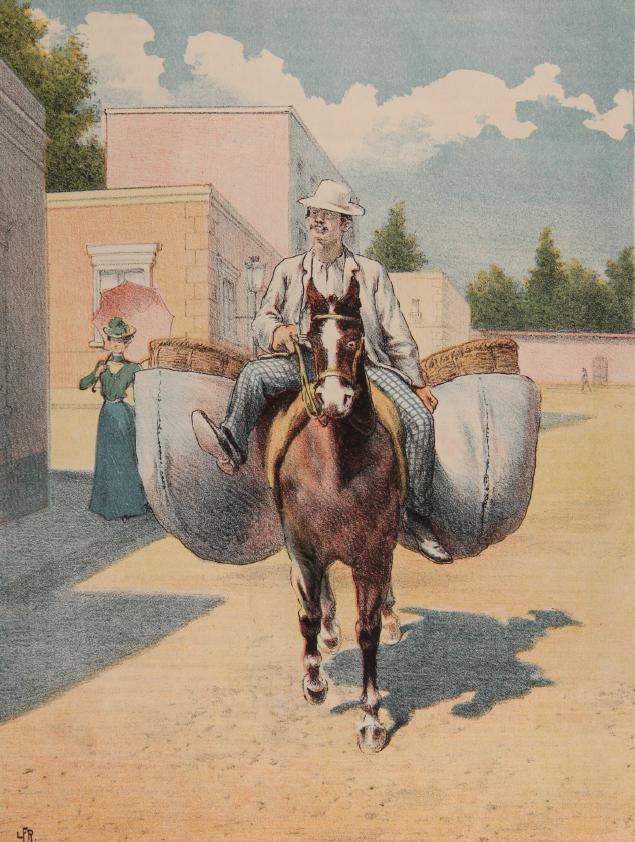
Vendedor de brevas
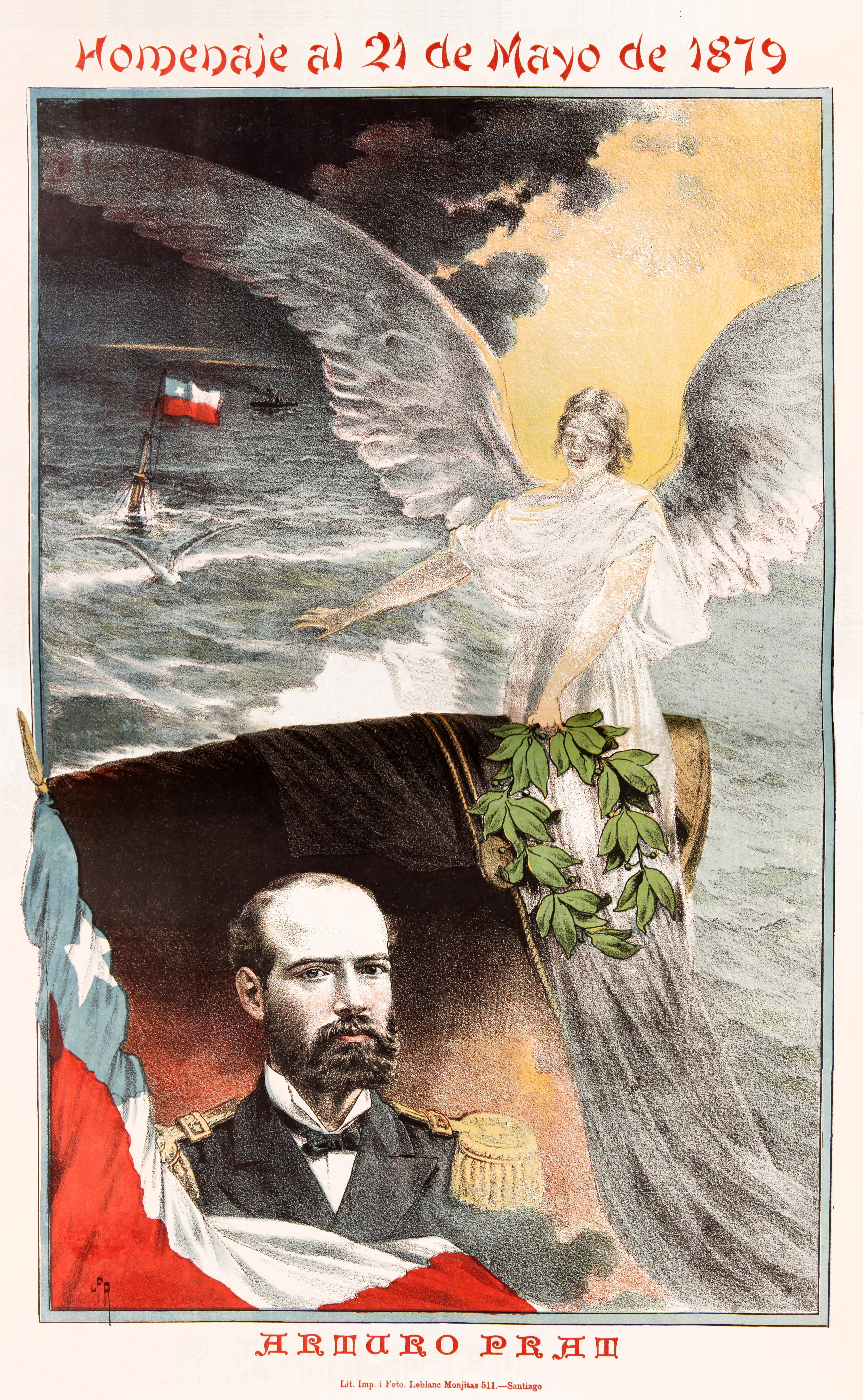
Homenaje a Prat